# Transplant de inimă
Un transplant de inimă, sau un transplant cardiac, este o operație/procedură chirurgicală de transplantare a unei inimi încă activă biologic, luată de la un donator, operație  efectuată la pacienții cu insuficiență cardiacă în stadiu terminal sau care suferă de boală coronariană severă. Începând din 2008 a fost procedura cea mai frecventă pentru a lua o inimă de la un donator de organe decedat recent (cadavru alogrefa), și a o implanta la un pacient. Inima pacientului este fie eliminată (procedura de orthotopic) sau, mai frecvent, pusă în  paralel, să sprijine inima nouă-donator (procedura  heterotopică); ambele soluții au fost controversate pentru o boala umană de durată. Perioada post-operatorie de supraviețuire este în medie de 15 ani. 
Primul transplant de inima umană din lume a fost realizat în 1967 de către Christiaan Barnard pe Louis Washkansky la Spitalul Groote Schuur din Cape Town, Africa de Sud; aproximativ 3.500 de transplanturi de inima, au fost efectuate anual, dupa anul 2007. Cercetarea intensă în transplantul de inimi non-umane a inceput inca din anul 1993. Xenografts de la alte specii și inimile artificiale efectuate de om sunt două alternative mai puțin succes la alogrefe. În 2011, spitalul Cedars-Sinai Medical Center din Los Angeles, CA. a fost recunoscut pentru efectuarea celor mai multe transplanturi de inimă decât la oricare alt centru medical din SUA pentru anul 2010. Spitalul a finalizat 652 de proceduri de la începutul programului, în 1988.

## În România
Prima transplantare cardiacă  a fost realizată pe 24 octombrie 1999 la Spitalul Clinic de Urgența Floreasca, din București, de doctorul Brădișteanu și profesorul Deac. Al doilea transplant a fost realizat la Tg. Mureș pe 14 noiembrie 1999.
Pe data de 15 ianuarie 2015, la Institutul de Boli Cardiovasculare și Transplant din Târgu Mureș a avut loc primul transplant de inimă artificială din țară.

## Asociația Transplantaților de Cord
Asociația Transplantaților de Cord este o organizație cu caracter național, non-guvernamentală și non-profit, înființată la inițiativa transplantaților de cord operați la București și Târgu-Mureș. A fost constituită juridic în anul 2003 prin înscrierea sa în Registrul Special al Asociațiilor și Fundațiilor de la Judecătoria sect. 2. din București. Până în prezent ATC numără aproximativ 200 de membri : persoane cu afecțiuni cardiace, grupul transplantaților de cord, persoane aflate pe listele de așteptare pentru un transplant cardiac cât și un număr mare de cadre medicale, constituite într-un Consiliu Științific, menit să sprijine asociația în proiectele sale.    
Primii autori ai transplantului de cord din România, conf. dr. Serban Brădișteanu și prof. dr. Radu Deac, alaturi de prof. dr. Marius Barnard, cel care a participat la primul transplant de cord din lume împreuna cu fratele sau Crristian Barnard.

## Contraindicații pentru transplantare
Unii pacienți cardiaci sunt mai puțin potriviți pentru un transplant de inimă, mai ales în cazul în care suferă de afecțiuni circulatorii. Următoarele condiții la un pacient sunt neavantajoase și cresc șansele de complicații post-operatorii:
- Boli de rinichi, plămâni, ficat sau diabet, insulino-dependență, cu disfuncție de organe, alte boli care nu au legătură cu insuficiență cardiacă.
- Boală vasculară a gâtului și arterelor picioarelor, tromboembolism.
- Vârstă de peste 60 de ani.

## Proceduri
Pre-operatorie
O transplantare de inimă tipică începe efectiv atunci când o inimă de donatoru potrivit cazului este identificată. Inima vine de la un donator mort, recent decedat sau cu creierul decedat, situație descrisă, de asemenea, "în cadavru inima bate". Pacientul este contactat de către un coordonator asistent și este instruit să vină la spital pentru evaluare și pentru administrarea de medicamente pre-chirurgicale. În același timp, inima inlocuitoare este scoasă de la donator și inspectată de către o echipă de chirurgi pentru a vedea dacă acesta este în stare corespunzătoare. Aceasta pentru evitarea situației când, aflând că un organ de potențial donator este necorespunzător, pacientul să devină  stresat, el având   deja fragilă stare psihică, care necesită de obicei sprijin emoțional înainte de a reveni acasă.
Pacientul trebuie să fie supus, de asemenea, unor teste psihologice, emoționale, fizice și de verificare a sănătatii mentale și capacitatea de a utiliza bine a o inimă nouă. Pacientului i se administreaza , de asemenea, medicamente imunosupresoare, astfel ca sistemul lui de imunitate să nu respingă inima nouă.
Odată ce inima donator trece de control, pacientul este luat în sala de operație și i se administrează un anestezic general. Fie un orthotopic sau o procedură de heterotopică urmează, în funcție de condițiile pacientului și a inimii donator.
Procedura de Orthotopic
Procedura de orthotopic începe cu o sternotomie mediana, deschiderea pieptului și expunerea mediastinului. Pericardul este deschis, vasele mari sunt disecate și pacientul este atașat la by-passuri cardiopulmonare. Inima donatorului este injectată cu clorură de potasiu. KCl- clorura de potasiu - oprește bătăile inimii înainte ca inima sa fie eliminata din corpul donatorului și pusa în gheață. Gheață poate păstra inima pacientului ca soluție în cazul complicațiilor sau a unor efecte secundare până la șase ore, în funcție de conservare și starea de pornire. Inima este eliminată prin secționarea valvelor mari și o parte din atriul stâng. Venele pulmonare nu sunt secționate, ci mai degrabă o porțiune circulară din atriul stang care conține venele pulmonare și este lăsat la loc. Inima donatorului este tăiată pentru a se potrivi pe pacient atriul stang, iar restul vaselor mari se sudeaza la loc. Inima nouă este pornită, apoi pacientul este deconectat de la by-pass și cavitatea toracică este închisă.
Procedura de heterotopic
În cadrul procedurii de heterotopice, inima pacientului propriu nu este eliminată. Inima nouă, este poziționată astfel încât camerele și vasele de sânge ale ambelor inimi pot fi conectate pentru a forma ceea ce este de fapt o "inimă dublă". Procedura poate inițial  da inimii pacientului o șansă de recuperare, și dacă inima donatorului nu reușește (de exemplu, prin respingere), acesta poate fi scoasă mai târziu, lăsând inima inițială a pacientului. Procedurile heterotopice sunt utilizate numai în cazurile în care inima donator nu este suficient de puternică pentru a funcționa de una singură (fie pentru că organismul pacientului este considerabil mai mare decât cel al donatorului, inima donatorului este în sine slaba, sau pacientul suferă de hipertensiune arterială pulmonară).

## Transplant de "organe vii"
În februarie 2006, la Clinica Bad Oeynhausen pentru torace și chirurgie cardiovasculara, Germania, chirurgii au transplantat cu succes o "inimă care bate" într-un pacient. Inima nu se pune în gheață, se păstrează la temperatura corpului și se conectează la un aparat special numit "sistem de îngrijire de organe", care îi permite să-și conserve și continue funcția de pompare de sânge cald, oxigenat. Această tehnică poate menține inima într-o stare adecvată pentru mult mai mult timp decât metoda tradițională.

### Perioada post-operatorie
Pacientul este dus după operație la terapie intensivă pentru a se recupera. Când el se trezește, se trece la o unitate de recuperare specială pentru reabilitare. Durata de spitalizare, de îngrijire post-transplant depinde de starea generala de sănătate a pacientului,  cât de bine funcționează inima, și capacitatea pacientului de a avea grijă de inima nouă. Medicii de obicei preferă ca pacienții să părăseasca spitalul la 1 - 2 săptămani dupa operație, din cauza riscului de infecție și pentru evitarea unor complicații. 
După externare pacientul urmeaza sa revina periodic pentru control si reabilitare. Pacientul, de asemenea, s-ar putea sa aiba nevoie de sprijin emotional. Frecvența vizitelor la spital scade in masura ce pacientul se adapteaza la transplant. Pacientul rămâne pe medicamente imunosupresoare, pentru a evita posibilitatea de respingere. Deoarece nervul vag este tăiat în timpul funcționării, noua inima bate de la aproximativ 100 de batai pe minut, cu excepția cazului în care regenerarea nervilor se produce.
Pacientul este monitorizat în mod regulat pentru a detecta o eventuala respingere. Aceasta poate fi efectuată prin intermediul  biopsiilor frecvente sau a unui cunoscut sub numele de Testarea Exprimarea moleculară AlloMap. De obicei, biopsia se face imediat post-transplant și apoi AlloMap se înlocuiește o dată ce pacientul este stabil. Trecerea de la biopsie la AlloMap poate avea loc dupa 55 de zile de la transplant.

### Complicatii
Complicatii post-operatorii includ infectii, sepsis, respingerea de organe, precum și efectele secundare ale medicamentelor imunosupresoare. Deoarece inima transplantata provine de la un alt organism, sistemul imunitar al destinatarului de obicei, încearcă să-l respingă. Medicamente imunosupresoare au rolul de a reduce acest risc, dar poate provoca efecte secundare nedorite, cum ar fi riscul crescut de infecții sau de efecte nefrotoxice.

### Prognoză
Prognosticul pentru pacientii cu transplant de cord în urma procedurii de orthotopic a crescut în ultimii 20 de ani, din 5 iunie 2009, ratele de supravietuire au fost:
1 an: 88,0% (bărbați), 86,2% (femei)
3 ani: 79,3% (bărbați), 77,2% (femei)
5 ani: 73,1% (bărbați), 69,0% (femei)

### Destinatari notabili
La momentul mortii sale pe 10 august 2009, Tony Huesman a supraviețuit dupa un transplant de inima, peste 31 de ani. Huesman a primit o inimă în 1978, la vârsta de 20 de ani dupa ce o pneumonie virala i-a slăbit foarte mult inima. Huesman a murit de cancer. Operație a fost efectuată la Universitatea Stanford.
Kelly Perkins este primul om care dupa ce a primit o inima noua a luat hotararea de a urca pe culmile muntilor din toata lumea  pentru conștientizarea pozitiva fata de donarea de organe. A cucerit culmile: Fuji, Mt. Kilimanjaro, Matterhorn, Mt. Whitney, și Cajon De Arenales în Argentina, în 2007, la 12 ani dupa operatie ei.
La douăzeci și doi de ani după transplantul de inima, Dwight Kroening, a fost primul destinatar care a terminat o competiție Ironman.
Pilotul de curse și producătorul Carroll Shelby a primit un transplant de inimă, în 1990.
Jucător de golf Erik Compton calificat pentru PGA Tour de la vârsta de 32 de ani, după transplant de inima a doua [13].
Fostul vice-presedinte al Statelor Unite, Dick Cheney, a primit un transplant de inima pe 24 martie 2012. [14]

### Aspectul economic
Cheltuielile tipice în timpul primului an (totul, inclusiv chirurgie, spitalizare, teste de laborator, medicamente), medie de 787.700 dolari în 2008.